# Can't Stop
«Can't Stop» es una canción de la banda californiana Red Hot Chili Peppers, de su álbum lanzado en 2002, By the Way. Es el tercer sencillo del álbum, la séptima canción del álbum, y una de las pocas canciones del disco que contiene los típicos versos cortos de la banda, es una de sus canciones más conocidas de sus últimos años y una de las favoritas del público. Fue la séptima canción de la banda en liderar la lista del Billboard Modern Rock Tracks, donde permaneció 3 semanas como número uno. Esta canción es una pista en el juego Guitar Hero: On Tour.
El vídeo musical fue dirigido por Mark Romanek y lanzando en enero del 2003. Está inspirado por «1 Minuto de Esculturas» del artista Erwin Wurm.

## Grandes éxitos
A pesar de ser una de las canciones preferidas de la banda, no fue incluida en la recopilación Greatest Hits, lanzada en 2003. Fue excluida del álbum al igual que otros éxitos como «Around the World» o «The Zephyr Song».

## Lista de canciones

### Sencillo en CD
- «Can't Stop» – 03:28 (Live)
- «If You Have to Ask» (Live)
- «Christchurch Fireworks Music» (Live) – 5:42

### Sencillo en CD número 2
- «Can't Stop» – 4:29
- «Right on Time» (Live)
- «Nothing to Lose» (Live) – 12:58

### Sencillo en CD número 3
- «Can't Stop» – 4:29
- «Christchurch Fireworks Music» (Live) – 5:42

### Sencillo de 7"
- «Can't Stop» – 4:29
- «Christchurch Fireworks Music» (Live) – 5:42

## Posicionamiento
| Listas (2003)                           | Posición |
| --------------------------------------- | -------- |
| Alemania (Media Control AG)             | 48       |
| Australia (ARIA)                        | 38       |
| Austria (Ö3 Austria Top 40)             | 65       |
| Estados Unidos (Billboard Hot 100)      | 57       |
| Estados Unidos (Modern Rock Tracks)     | 1        |
| Estados Unidos (Mainstream Rock Tracks) | 15       |
| Francia (SNEP)                          | 68       |
| Irlanda (IRMA)                          | 30       |
| Italia (FIMI)                           | 20       |
| Nueva Zelanda (Recorded Music NZ)       | 40       |
| Países Bajos (Dutch Top 40)             | 23       |
| Reino Unido (UK Singles Chart)          | 22       |
| Suiza (Schweizer Hitparade)             | 39       |

### Sucesión en listas
| Anterior: «No One Knows» de Queens of the Stone Age | Billboard Modern Rock Tracks — Sencillo Nro 1 8 de marzo de 2003 | Siguiente: «Bring Me to Life» de Evanescence |